# Yapema Djiguiba
Yapema Djiguiba est une femme politique malienne.

## Biographie
Yapema Djiguiba est élue députée à l'Assemblée nationale dans le cercle de Bankass aux élections législatives maliennes de 2020. L'Assemblée nationale est dissoute le 19 août 2020 après un coup d'État.